# Clovia nigrifrons
Clovia nigrifrons is een halfvleugelig insect uit de familie Aphrophoridae. De wetenschappelijke naam van deze soort is voor het eerst geldig gepubliceerd in 1928 door Schmidt.